# Xã Blinsmon, Quận Moody, South Dakota
Xã Blinsmon (tiếng Anh: Blinsmon Township) là một xã thuộc quận Moody, tiểu bang Nam Dakota, Hoa Kỳ. Năm 2010, dân số của xã này là 207 người.